# Opuszczenie bandery
Opuszczenie bandery – ceremoniał morski polegający na uroczystym opuszczeniu bandery praktykowany na okrętach i niektórych jachtach o zachodzie słońca.
Inne sytuacje, w których opuszcza się banderę:
- jako forma salutowania – opuszczenie bandery do połowy wysokości i ponowne jej podniesienie jest formą „ukłonu” stosownie do etykiety morskiej. Przewiduje ona obowiązek takiego zachowania wobec okrętów własnego kraju i obcych na ich wodach terytorialnych. Na jachtach istniał zwyczaj salutowania w ten sposób statkom ratowniczym.
- na znak żałoby – banderę opuszcza się do połowy masztu na znak żałoby. Statek czy okręt w drodze zachowuje się tak tylko wtedy, gdy zmarły jest na pokładzie.
- na znak poddania się – na dawnych okrętach żaglowych opuszczenie bandery w bitwie oznaczało poddanie okrętu i załogi na skutek przewagi ogniowej przeciwnika.

W przenośni: wycofanie ze służby danej jednostki.